# Одегов, Илья Андреевич
Илья Андреевич Одегов (род. 10 октября 1981, Новосибирск) — современный казахстанский писатель и литературный переводчик, автор книг «Звук, с которым встаёт Солнце» (2003, Алма-Ата), «Без двух один» (2006, Алма-Ата), «Любая любовь» (2013, Москва), «Тимур и его лето» (2014, Москва). Преподаватель писательского мастерства. Вырос и живёт в Алма-Ате.

## Биография
Одегов Илья Андреевич родился 10 октября 1981 года в Новосибирске, где учились его родители. Когда Илье было 4 года, семья вернулась в Алма-Ату. Окончил факультет международных отношений Казахского университета международных отношений и мировых языков. Работал креативным директором в регионе Центральная Азия, Кавказ и Монголия международного рекламного агентства.
Является автором и ведущим телепередачи «Литературный клуб» на казахстанском телеканале «Білім және Мәдениет». Автор статей о культуре в журналах Esquire, Vlast.kz и других. Спикер TEDx Almaty с темой «Обратная сторона литературного перевода. Что скрывают от нас переводчики, и о чём на самом деле писали Абай и Роберт Фрост».
Переводил с казахского на русский язык стихи Абая Кунанбаева, Магжана Жумабаева, Ибрая Алтынсарина, Куандыка Шангитбаева. Делал литературные переводы также с английского, испанского и шведского языков таких авторов, как Р.Киплинг, Р.Фрост, Ф. Г. Лорка, Г.Экелеф. Переводы публиковались в журналах «Иностранная литература», «Новый мир».
Выпускник литературного мастер-класса Общественного Фонда «Мусагет» (2000). Первая публикация — в журнале «Аполлинарий». В дальнейшем публиковался как прозаик в литературных журналах и сборниках Казахстана, России, США и Европы. Является постоянным автором журналов «Новый мир» и «Дружба народов». Публиковался в изданиях «Литературная учеба», «Северная Аврора», «Вайнах», «Луч», «Мегалог», «Трамвай», «Аполлинарий», «Тамыр», «Литературная Алма-Ата», «Poetry ON» (Лондон), «Words without borders» (США, в переводе на английский Rohan Camicheril), интернет-журналах «Топос», «Знаки», в сборнике «Новые писатели» (2009—2013) и пр. В рамках «Филологических встреч» в ОФ «Мусагет» вел специальный курс для писателей-прозаиков. С 2009 года ведет курс прозы в Открытой Литературной Школе Алматы. В 2018 году открыл литературную онлайн-школу «Литпрактикум Архивная копия от 12 июля 2019 на Wayback Machine».
Первый и второй романы Одегова «Звук, с которым встаёт Солнце» (2003) и «Без двух один» (2006) вышли в Алма-Ате. Книга «Любая любовь» была опубликована в российском издательстве в Москве (2013). В 2014 году в издательстве «Текст» (Москва) вышла новая книга Одегова под названием «Тимур и его лето». Книга была впервые презентована автором на 66-й международной книжной ярмарке во Франкфурте-на-Майне в составе официальной российской программы. Также Илья Одегов представил книгу «Тимур и его лето» на Международной ярмарке интеллектуальной литературы Non/fictio№ 16 в Москве и в Алма-Ате.
Лауреат литературных премий: «Русская премия» (Москва, 2013), «Современный казахстанский роман» (Казахстан, 2003), «Poetry ON» (Великобритания, 2003), «Театр в поисках автора» (Казахстан, 2004). Произведения Одегова дважды включали в лонг-лист «Русской премии» (2008, 2011). В 2010—2013 его рассказы входили в «Каталог лучших произведений молодых писателей России и СНГ». В 2011 году Одегов становился Дипломантом IX Международного Волошинского конкурса в номинации «проза».
Постоянный участник Форума молодых писателей России. Один из инициаторов литературно-художественной выставки-перфоманса «Наглядная поэзия» (Алма-Ата, «Тенгри-Умай», 2009).
Идеолог и основатель творческого объединения «Фопаjaro». Автор и исполнитель песен, вошедших в музыкальные альбомы объединения. Учился вокальному мастерству у заслуженного артиста СССР А. В. Молодова. Автор музыки для ряда художественных и документальных фильмов. Автор музыкальных произведений, которые в том числе исполнялись Смешанным хором Казахской национальной консерватории имени Курмангазы. В настоящее время живёт в Алма-Ате.

## Творчество
В числе произведений Ильи Одегова рассказы, повести, романы — «Город» (2000), «Вчера был прошлый год» (2001), «Звук, с которым встает Солнце» (2003), «Без двух один» (2006), «Надежда кроется в обмане» (2007), «Чужая жизнь» (2008), «Пуруша» (2009), «Побеги» (2010), «Любая любовь» (2011), «Культя» (2012), «Овца» (2013), «Пришельцы» (2013), «Снег в паутине» (2015).
Большинство произведений публиковались в литературных журналах России и Казахстана, среди которых «Новый мир», «Дружба народов» и другие, а также выходили отдельными книгами. Проза Одегова переводилась на иностранные языки и публиковалась в литературных журналах США и Европы.

## Книги
- 2003 — Звук, с которым встает солнце (Алма-Ата)
- 2006 — Без двух один (Алма-Ата)
- 2013 — Любая любовь (Москва)
- 2014 — Тимур и его лето (Москва)

## Публикации
- «Я — лужа. Рассказы» // «Аполлинарий», Алматы, 2000.
- «Город» // «Аполлинарий», 2001.
- «Вчера был прошлый год» // «Аполлинарий», Алматы, 2002.
- «Чужая жизнь» // «Дружба народов», Москва, 2010, № 3.
- «Побеги» // «Дружба народов», Москва, 2011, № 7.
- «Любая любовь» // «Новый мир», Москва, 2012, № 1.
- «Пуруша» // «Дружба народов», Москва, 2012, № 3.
- «Овца» // «Дружба народов», Москва, 2013, № 10
- «Музыка старого Берни» // «Северная Аврора», Санкт-Петербург, 2013, № 18.
- «Old Fazyl’s Advice» (в переводе Rohan Kamicheril) // «Words without borders», Нью-Йорк, 2012.
- «Когда станет длиннее тень» (Абай Кунанбаев. Магжан Жумабаев. Перевод с казахского и вступление Ильи Одегова) // «Новый мир», Москва, 2015, № 12.
- «Снег в паутине» // «Новый мир», Москва, 2015, № 12.
- «Долг» (Редьярд Киплинг. Перевод с английского Ильи Одегова) // «Иностранная литература», Москва, 2019, № 2.

## Премии и номинации
- Лауреат международного литературного конкурса «Русская премия» (2013)[15]
- Лауреат литературной премии «Современный казахстанский роман» (Казахстан, 2003)[9]
- Лауреат литературной премии «Poetry ON» (Великобритания, 2003)
- Лауреат литературной премии «Театр в поисках автора» (Казахстан, 2004)
- Лонг-лист «Русской премии» (2008)
- Лонг-лист «Русской премии» (2011)
- Дипломант IX Международного Волошинского конкурса в номинации «Проза» (2011)
- Лонг-лист Премии И. П. Белкина (2011)[19]

## Рецензии и отзывы
- Ilya Odegov — Old Fazyl’s Advice Damian Kelleher (2012)
- Архивная копия от 3 декабря 2013 на Wayback Machine Александр Эбаноидзе, аннотация к книге «Любая любовь» (2013)
- Архивная копия от 3 декабря 2013 на Wayback Machine Ольга Новикова, аннотация к книге «Любая любовь» (2013)
- Архивная копия от 3 декабря 2013 на Wayback Machine Анатолий Курчаткин, предисловие к публикации в «Каталоге лучших произведений молодых писателей» (2013)
- Архивная копия от 12 марта 2016 на Wayback Machine Николай Александров, литературный обзор на радиостанции «Эхо Москвы» (2015)
- Недетские истории Архивная копия от 24 сентября 2016 на Wayback Machine Юрий Володарский (2015)
- Этнокультурное своеобразие картин мира Архивная копия от 5 марта 2016 на Wayback Machine Татьяна Колмогорова (2015)
- Заяц, раненный в плечо (Илья Одегов. Тимур и его лето) Архивная копия от 30 ноября 2016 на Wayback Machine Елена Скульская (2015)
- Случайный неслучайности. Илья Одегов. Тимур и его лето Архивная копия от 18 мая 2018 на Wayback Machine Ангелина Масленникова (2015)
- Книжная полка. Илья Одегов. Любая любовь Архивная копия от 30 ноября 2016 на Wayback Machine Оксана Трутнева (2015)
- Точка разборки. Заметки о прозе. Илья Одегов Архивная копия от 28 августа 2016 на Wayback Machine Анна Грувер (2015)

## Выступления
- Обратная сторона литературного перевода. Что скрывают от нас переводчики, и о чём на самом деле писали Абай и Роберт Фрост Архивная копия от 31 августа 2021 на Wayback Machine, выступление Ильи Одегова на TEDxAlmaty 2017

## Статьи
- Игра в имитацию. Часть 1: Государственная поддержка казахстанской литературы. Что на самом деле стоит за литературными событиями в Казахстане Архивная копия от 17 марта 2018 на Wayback Machine, Илья Одегов, писатель, специально для Vласти

## Интервью
- Креативный «Гималайский череп» Архивная копия от 3 декабря 2013 на Wayback Machine, интервью газете «Караван» (февраль 2008)
- Как написать бестселлер, интервью журналу «TimeOut» (май 2010)
- Соотечественники-невидимки Архивная копия от 2 декабря 2013 на Wayback Machine, интервью журналу «Эксперт-Казахстан» (ноябрь 2010)
- Ещё не перевелись Архивная копия от 3 декабря 2013 на Wayback Machine, интервью газете «Время» (октябрь 2011)
- Как стать писателем Архивная копия от 2 декабря 2013 на Wayback Machine, интервью газете «Вечерний Алматы» (май 2012)
- Перевод с казахского… на другую сторону улицы Архивная копия от 3 декабря 2013 на Wayback Machine, интервью газете «Время» (июль 2013)
- На земле Архивная копия от 2 декабря 2013 на Wayback Machine, интервью журналу «Эксперт-Казахстан» (октябрь 2013)
- Писатель Илья Одегов: «Позиция скромного автора меня не устраивает», интервью газете «info-ЦЕС» (май 2014)
- Илья Одегов: Думаю, что авторское право, как отрасль, устаревает стремительнее всех прочих… Архивная копия от 4 марта 2016 на Wayback Machine, интервью порталу «Пиши-Читай» (май 2014)
- Илья Одегов: Литература в Казахстане медленно тонет (недоступная ссылка), интервью порталу «NUR.KZ» (ноябрь 2014)
- Литературный самотек, интервью журналу «Esquire» (апрель 2015)
- Илья Одегов о книжном пиаре, кризисе и Союзе писателей Архивная копия от 17 августа 2016 на Wayback Machine, интервью Республиканской газете «Литер» (октябрь 2015)
- Илья Одегов: «Нам всем уже давно пора обратить внимание на культуру» Архивная копия от 3 мая 2016 на Wayback Machine, интервью газете «Свобода слова» (декабрь 2015)
- Илья Одегов, писатель: «Привычка халтурить — самая главная проблема страны» Архивная копия от 16 августа 2016 на Wayback Machine, интервью Интернет-журналу «Vласть» (март 2016)
- Илья Одегов: «Казахи мне ближе и роднее, чем российские русские» Архивная копия от 17 марта 2018 на Wayback Machine, интервью Информационному агентству «Фергана. Ру» (ноябрь 2016)